# نيليش ميسرا
نيليش ميسرا (بالهندية: नीलेश मिश्रा) (و. 1973  م) هو مؤلف، وصحفي، وكاتب سيناريو، وشاعر غنائي، وكاتب أغاني، ومقدم برامج إذاعية هندي.

## التعليم
تعلم في Indian Institute of Mass Communication ‏.

## وصلات خارجية
- نيليش ميسرا على موقع IMDb (الإنجليزية)
- نيليش ميسرا على موقع ألو سيني (الفرنسية)
- نيليش ميسرا على موقع أول موفي (الإنجليزية)
- نيليش ميسرا على موقع كينوبويسك (الروسية)